# Kelliher (Saskatchewan)
Kelliher es un pueblo canadiense situado en la provincia de Saskatchewan.

## Superficie
Kelliher tiene una superficie de 2,57 km².

## Demografía
En 2021, tenía 244 habitantes, una densidad poblacional de 94,9 hab./km², y 162 viviendas.